# Bernissartia
Bernissartia is een monotypisch geslacht van uitgestorven reptielen die voorkwamen in het Vroeg-Krijt. Het geslacht werd benoemd naar Bernissart, een Waalse plaats en gemeente in de provincie Henegouwen in België. In een mijn aldaar zijn restanten ervan gevonden in associatie met onder meer een veertigtal vrij volledige skeletten van Iguanodon. De wetenschappelijke naam van het geslacht werd in 1883 voorgesteld door Louis Dollo.

## Kenmerken
Deze zestig centimeter lange half-aquatische krokodil was tamelijk klein. Het dier beschikte over lange en puntige voortanden, die geschikt waren voor het vangen van vis, terwijl met de achterste brede en platte tanden schelpdieren en beenderen van dode dieren werden gekraakt. Het dier had een lange staart en lange ledematen.

## Leefwijze
Het dier bewoog zich voort langs de kusten van het ondiepe Wealdenmeer, dat zich toentertijd uitstrekte van het huidige Zuidoost-Engeland tot in het huidige België. Bernissartia deelde de moerassen met veel grotere dinosauriërs. Zijn prooi bestond uit vis, schelpdieren en aas.

## Vondsten
De soort is vooral bekend van schedels en skeletten, gevonden in het hedendaagse België en Spanje. Minder volledig materiaal werd gevonden in het Verenigd Koninkrijk en Noord-Amerika.